# Tetsuo Nishimoto
Tetsuo Nishimoto, född 16 december 1950 i Hiroshima, är en japansk före detta volleybollspelare.
Nishimoto blev olympisk guldmedaljör i volleyboll vid sommarspelen 1972 i München.